# Сунбуловы
Сунбуловы (Сумбуловы) (от тюркско-персид. сунбул — «цветок гиацинт») — русский дворянский род, из  рязанских бояр. Известен с XVI века.
При подаче документов для внесения рода в Бархатную книгу были предоставлены две родословные росписи Сунбуловых: думного дворянина Максима Исаевича Сунбулова (01 февраля 1686) и Дмитрия Сунбулова (04 марта 1686), между которыми возникла тяжба о старшинстве ветвей рода. В подтверждении старшинства своего рода Максим Исаевич предоставил: двенадцать грамот с доклада рязанскому боярину Фёдору Ивановичу Сунбулову (1501-1518), грамоту Ивана IV Степану Фёдоровичу Сунбулову на его вотчину, половину сельца Якимовское в Старорязанском стане и селище Зимино в Кобыльском стане Рязанского уезда (1548), две указные грамоты Разрядного приказа воеводе Григорию Фёдоровичу (1606-1607).

## Происхождение и история рода
Предком его был боярин Семён Федорович по прозванию Кобыла, который выехал из Литвы сначала в Москву к Василию Дмитриевичу, и от него перешёл на службу к Олегу Ивановичу Рязанскому. Сын его Семён из Рязани отъехал к Василию Темному. В родословце записано: ''Семён Фёдорович Кобыла приехал из Литвы к великому князю Василию Дмитриевичу да поехал на Резань к великому князю Олегу у него сын Семён и Семён приехал с Резани к великому князю Василию Васильевичу и был боярин",  а внук Яков возвратился на Рязань к Федору Ольговичу, и здесь этот род утвердился окончательно.
Дети Якова — Иван Тутыга, Сидор, Юрий и Полуект. Старший сын Ивана Тутыги Федор, по прозванию Сунбул, стал родоначальником Сунбуловых.
Великая рязанская княгиня Аграфена Васильевна, вдова великого рязанского князя Ивана Васильевича пожаловала (1501) своему боярину Фёдору Ивановичу Сунбулову село Турмелёво в Ростиславском уезде Рязанского княжества.

## Известные представители
- Сунбул, Фёдор Иванович — боярин, родоначальник Сунбуловых
- Сунбулов, Григорий Фёдорович — рязанский дворянин
- Сумбулов, Исаак Никитич — князь, воевода, участник Смутного времени.

- Сунбулов Григорий Фёдорович - воевода, послан с Прокофием Петровичем Ляпуновым на Рязань (1606), воевода в Мещевске (1607), приводил брянчан к крестному целованию (1607)[4].
- Сунбулов Исаак Никитич - воевода в Таре (1623).
- Сунбулов Осип Исаакович - стольник патриарха Филарета (1627-1629), московский дворянин (1636-1640).
- Сунбулов Иван Павлович - стряпчий с платьем (1627-1629), стряпчий (1636), московский дворянин (1636-1640).
- Сунбулов Никита Истомин - московский дворянин (1627-1629).
- Сунбулов Максим Исаевич - стряпчий (1658), московский дворянин (1668-1677), воевода в Чебоксарах (1672),  думный дворянин (1682-1692).
- Сунбулов Василий Иванович - московский дворянин (1662-1677).
- Сунбулов Гаврила Григорьевич - стольник царицы Прасковьи Фёдоровны (1686-1692).
- Сунбуловы: Дмитрий Семёнович, Даниил Иванович - московские дворяне (1682-1692).
- Сунбуловы: Михаил Силин, Тимофей и Дмитрий Семёновичи, Дмитрий Иванович, Никита и Григорий Осиповичи, Абрам Васильевич - стряпчие (1658-1692).
- Сунбуловы: Иван Иванович, Дмитрий Николаевич, Павел, Иван и Григорий Максимовичи - стольники (1680-1692)[7][8].